# Liste der Gedenktafeln und Gedenksteine in Wien/Donaustadt
Diese Liste der Gedenktafeln und Gedenksteine in Wien/Donaustadt enthält die Gedenktafeln im öffentlichen Raum des 22. Wiener Gemeindebezirks Donaustadt. Hauptsächliche Basis dieser Liste ist „Wien Kulturgut“ (der digitale Kulturstadtplan der Stadt Wien).
Neben den wandgebundenen Gedenktafeln sind auch die von der Stadt Wien als Denkmäler klassifizierten Gedenksteine angeführt. Andere Denkmäler sowie Kunstwerke im öffentlichen Raum sind unter Liste der Kunstwerke im öffentlichen Raum in Wien/Donaustadt zu finden.
Erinnerungssteine sind in der Liste Stationen der Erinnerung in Wien-Donaustadt angeführt.

## Gedenktafeln und Gedenksteine
| Foto |                 | Inschrift | Name                                                                                                | Typ         | Standort                               | Beschreibung                                                                | Metadaten                     |
| ---- | --------------- | --- | --------------------------------------------------------------------------------------------------- | ----------- | -------------------------------------- | --------------------------------------------------------------------------- | ----------------------------- |
| ja   | Datei hochladen | An dieser Stelle stand das Geburtshaus des grossen österreichischen Bildhauers Georg Raphael Donner geb. am 24. Mai 1693 zu Essling gest. am 15. Februar 1741 zu Wien | Georg Raphael Donner - Gedenktafel ID: 96589 viennatouristguide                                     | Gedenktafel | Esslinger Hauptstraße 95 Standort      | Zinkplatte mit Darstellung des Providentiabrunnens                          |                               |
| ja   | Datei hochladen | Stadt Wien Bildungscampus Friedrich Fexer In Erinnerung an Prof. Dr. phil. Friedrich Fexer (1924–1959) Friedrich Fexer war während des 2. Weltkriegs Mitglied einer Widerstandsgruppe. Er entwarf und verteilte Flugblätter und Klebezettel gegen die nationalsozialistische Diktatur und gegen den Krieg. Die Gruppe wurde von einem Mitschüler verraten. Friedrich Fexer wurde verhaftet und verurteilt. Nach dem Krieg arbeitete als Lehrer für Latein und Geschichte. | Friedrich Fexer - Gedenktafel                                                                       | Gedenktafel | Attemsgasse 22 Standort                | Metalltafel                                                                 | Standort: Schule              |
| ja   | Datei hochladen | Zum Andenken an den großen deutschen Dichter Johann Wolfgang von Goethe < 1749–1832 > | Johann Wolfgang von Goethe - Gedenktafel                                                            | Gedenktafel | Schüttaustraße 1–39 Standort           | Steintafel                                                                  | Standort: Goethehof           |
| ja   | Datei hochladen | “Bill Grah Park” Bill Grah entstammte einer Musikerfamilie 24. Juni 1928 – 17. September 1996 lebte seit 1955 ständig in Wien/Donaustadt Spielte als Pianist u. Vibraphonist in der legendären Fatty George Jazzband. 1995 wurde Bill im “World Critics Poll” Jazz Zeitschrift “Downbeat” in der Sparte Vibraphon hinter Lionel Hampton an die zweite Stelle gereiht. Von 1955–1957 die Nummer 1 bei den Vibraphonisten im Deutschen Jazz Poll. In unzähligen Sessions jammte Bill mit so ziemlich allen Grössen des Jazz aus USA u. Europa z. B.: Lionel Hampton, Illinois Jacquet, Roy Eldridge, Oscar Peterson, Teddy Wilson u. natürlich Fatty George, Willi Meerwald, Oscar Klein, Joe Zawinul u. Karl Drewo | Bill Grah - Gedenkstein                                                                             | Gedenkstein | Bill-Grah-Park Standort                | Findling mit eingefügter Gedenktafel                                        |                               |
| ja   | Datei hochladen | Leopold Horacek der erste freigewählte Bezirksvorsteher des 22. Wiener Gemeindebezirks hat vom Jahre 1946 bis zum Jahre 1959 in den schwierigsten Jahren nach dem Kriege durch Fleiß, Zähigkeit und Ausdauer mitgeholfen, die schweren Schäden in der Donaustadt zu beseitigen * 30. 9. 1907 † 25. 2. 1977 | Leopold Horacek - Gedenktafel viennatouristguide                                                    | Gedenktafel | Lenkgasse 1–3 Standort                 | Steintafel                                                                  | Standort: Leopold-Horacek-Hof |
| ja   | Datei hochladen | ALFRED KLINKAN Akademischer Maler 1950–1994 Der Maler Alfred Klinkan wurde am 30. April 1950 in Judenburg geboren, studierte in Wien an der Akademie der Bildenden Künste, lebte und arbeitete auch in Antwerpen und München und hatte in dieser Wohnhausanlage seit 1975 sein Wiener Atelier. Er starb hier am 17. September 1994 an Herzversagen. Seine großformatigen, von üppiger Farbigkeit, von Fabelwesen und märchenhaften Elementen geprägten Landschaften geben seinen kritischen Blick auf die Wirklichkeit wieder. Alfred Klinkan ist Wegbereiter und wichtiger Vertreter jener „Neuen Malerei“, die seit 1970 im gesamteuropäischen Raum in Erscheinung tritt.                                       | Alfred Klinkan - Gedenktafel                                                                        | Gedenktafel | Donaustadtstraße 30 Standort           | Metalltafel                                                                 | Standort: Alfred-Klinkan-Hof  |
| ja   | Datei hochladen | Rudolf Krbec 31. Oktober 1887 in Wagstadt, Schlesien 29. November 1937 in Wien „Freiheitskämpfer“ Schutzbundkommandant von Kaisermühlen | Rudolf Krbec - Gedenktafel                                                                          | Gedenktafel | Schüttauplatz 18 Standort              | Steintafel                                                                  | Standort: Rudolf-Krbec-Hof    |
| ja   | Datei hochladen | Zum Gedenken des am 10. 11. 1942 für seinen Kampf um ein freies Österreich vom Hitlerfaschismus gemordeten Freiheitskämpfers Franz Stelzl | Franz Stelzl - Gedenktafel viennatouristguide                                                       | Gedenktafel | Wurmbrandgasse 12 Standort             | Steintafel                                                                  |                               |
| ja   | Datei hochladen | Den Kämpfern des 12. Februar 1934 ein ehrendes Gedenken. Niemals vergessen! | Februarkämpfe 1934 - Gedenktafel                                                                    | Gedenktafel | Mälzelplatz 4 Standort                 | Metalltafel in Mauernische                                                  |                               |
| ja   | Datei hochladen | 12. Februar 1934 Wir gedenken in Ehrfurcht der Kämpfer und Opfer des Bahnhofs Kagran (Namen der Kämpfer) | Februarkämpfe am Bahnhof Kagran - Gedenktafel                                                       | Gedenktafel | U-Bahn-Station Kagran Standort         | Metalltafel mit dem Relief einer Flamme                                     |                               |
| ja   | Datei hochladen | In den Jahren der nationalsozialistischen Schreckensherrschaft 1938–1945 wurden in un- mittelbarer Nähe zahlreiche österreichische Freiheitskämpfer aus den Reihen der Wehr- macht erschossen. Unter den Opfern die hier hingerichtet wurden waren auch Angehörige der Wiener Feuerwehr Niemals vergessen! | Freiheitskämpfer - Gedenkstein (Gedenkstein für die am Schießplatz Kagran Hingerichteten) ID: 91359 | Gedenkstein | Donaupark Standort                     | Leopold Grausam, Gedenktafel auf senkrechtem Gestell                        |                               |
| ja   | Datei hochladen | Friedenslinde zum Gedenken aller Opfer der Schlacht von Aspern-Essling 1809 | Friedenslinde - Gedenkstein ID: 91360                                                               | Gedenkstein | Asperner Heldenplatz Standort          | Carl Reiter, Steintafel (2009)                                              |                               |
| ja   | Datei hochladen | Gedenkwald Im Andenken an die 65.000 jüdischen Bürger Wiens, die in den Jahren 1938–1945 der nationalsozialistischen Gewaltherrschaft zum Opfer fielen, pflanzten Schulkinder aller Konfessionen diesen Wald. Niemals vergessen! Der Bürgermeister der Stadt Wien Prof. Dr. Helmut Zilk | Gedenkwald - Gedenkstein ID: 91363                                                                  | Gedenkstein | Silberergasse/Rosenbergstraße Standort | Stein mit zwei Inschriftentafeln auf Deutsch und Hebräisch (1987)           |                               |
| ja   | Datei hochladen | GENBAKU NO HI Wir leben stets in Atomgefahr und Kriege sind nach wie vor um uns. Dieser Mahnstein steht für eine Welt ohne Waffen und gegen die Atomkraft. We live in a world, where war and nuclear danger can happen anywhere. This milestone is a plea for a world without nuclear weapons or power. | Genbaku no hi - Gedenkstein (Mahnstein gegen Atomgefahr) ID: 92419                                  | Gedenkstein | Kirschblütenpark Standort              | Liegende Steintafel, Inschrift auf Deutsch, Englisch und Japanisch (2015)   |                               |
| ja   | Datei hochladen | A la mémoire de tous les combattants tombés ici lors des batailles d'Aspern-Essling les 21 et 22 Mai 1809. Pour la paix et l'amitié entre les peuples Zum Gedenken an alle Soldaten, die hier am 21. und 22. Mai 1809 bei der Schlacht von Aspern-Essling gefallen sind. Für den Frieden und die Freundschaft zwischen den Völkern. Fondation Napoléon - Paris 2009 | Schlacht von Aspern und Essling - Gedenktafel ID: 94422                                             | Gedenktafel | Esslinger Hauptstraße 81–87 Standort   | Steintafel (2009)                                                           |                               |
| ja   | Datei hochladen | Der ehemalige Friedhof war am 21. und 22. Mai der Brennpunkt der Schlacht von Aspern. Sechsmal von den Franzosen und Österreichern erstürmt und verteidigt, wurde er endgültig von Ein- heiten der Regimenter Benjowsky und Klebek sowie vom 3. Wiener Freiwilligenregiment erobert. Folgende österreichische Einheiten kämpften heroisch um Kirche und Friedhof von Aspern: (Namen der Einheiten) | Schlacht von Aspern - Gedenkstein ID: 97199                                                         | Gedenkstein | Asperner Heldenplatz 9 Standort        | Liegende Steintafel mit Gedenktafel und Kanonenkugel                        |                               |
| ja   | Datei hochladen | Здесь Закончила свои боевые действия против неметских захватчиков гвардейская механисированная орденов Суворова и Кутузова Бригада. | Sowjetarmee - Gedenktafel (Tafel für die Suworow und Kutusow-Brigade)                               | Gedenktafel | U-Bahn-Station Kaisermühlen Standort   | Steintafel mit Eichenlaub-Relief                                            |                               |
| ja   | Datei hochladen | Ehre den Mitgliedern der KPÖ Donaustadt die für ein freies demokratisches Österreich kämpften (Namen der Mitglieder) Sie wurden in den Jahren 1938–1945 vom Nazi-Regime hingerichtet Nie wieder Faschismus! März 1988 KPÖ-Donaustadt | KPÖ-Mitglieder - Gedenktafel viennatouristguide                                                     | Gedenktafel | Wurmbrandgasse 17 Standort             | Steintafel (1988)                                                           |                               |
| ja   | Datei hochladen | 1934 Gefallen im Kampf fuer Freiheit und Demokratie den Verteidigern des Goethehofs zum Gedaechtnis | Verteidiger des Geoethehofs - Gedenktafel ID: 42752                                                 | Gedenktafel | Schüttaustraße 1–39 Standort           | Franz Pixner, Steintafel mit Reliefdarstellung eines Februarkämpfers (1984) | Standort: Goethehof           |

In der Wohnhausanlage Josef-Bohmann-Hof sind mehrere Metalltafeln angebracht, die jeweils eine Porträtzeichnung einer Person mit ihren Lebensdaten enthalten. Es handelt sich um den namensgebenden Kommunalpolitiker Josef Bohmann sowie um Künstler, nach denen in der Anlage Wege und ein Platz benannt wurden: Kurt Absolon, Alfred Kubin, Kurt Ohnsorg und Andreas Urteil.

## Ehemalige Gedenksteine
| Foto |                 | Inschrift | Name                                    | Typ         | Standort                      | Beschreibung | Metadaten |
| ---- | --------------- | --- | --------------------------------------- | ----------- | ----------------------------- | --- | --------- |
| ja   | Datei hochladen | Zur Erinnerung an den großen China-Arzt und Humanisten Dr. Jakob Rosenfeld (1903–1952), der in Wien und China gelebt und in der Rudolfstiftung wichtige Jahre verbracht hat. | Jakob Rosenfeld - Gedenkstein ID: 76531 | Gedenkstein | Jakob-Rosenfeld-Park Standort | Liegender Stein. Er wurde um 2010 bei der Umgestaltung des Parks entfernt, ein sehr ähnlicher Text mit Porträtzeichnung befindet sich nunmehr auf der Parktafel. |           |